# 712 v.Chr.
Het jaar 712 v.Chr. is een jaartal volgens de christelijke jaartelling.

## Gebeurtenissen

### Italië
- Koning Numa Pompilius van Rome benoemt het ambt van pontifex maximus.

### Egypte
- Begin van de Late periode (712 - 332 v.Chr.) de 25e dynastie van Egypte regeert.

### Assyrië
- Koning Sargon II brengt de Neo-Hittitische vorstendommen in het Taurus-gebergte onder Assyrisch gezag. Hij neemt Ambaris van Tabal gevangen.[1]
- Sargon II plundert en verwoest de Filistijnse stad Ekron, farao Shabaka besluit geen steun te geven.

## Overleden
- Bakenrenef, farao van Egypte

## Verwijzingen
1. ↑  Karen Radner, 'Tabal and Phrygia: problem neighbours in the West', Assyrian empire builders, University College London, 2013. Gearchiveerd op 7 mei 2023.